# Сарандиново
Сарандиново (мкд. Сарандиново) је насеље у Северној Македонији, у средишњем делу државе. Сарандиново припада општини Дољнени.

## Географија
Насеље Сарандиново је смештено у средишњем делу Северне Македоније. Од најближег већег града, Прилепа, насеље је удаљено 18 km северозападно.
Рељеф: Сарандиново се налази у северном делу Пелагоније, највеће висоравни Северне Македоније. Насељски атар је махом равничарски, без већих водотока, док се северно од насеља издижу најјужнија брда планине Даутице. Надморска висина насеља је приближно 610 метара.
Клима у насељу је континентална.

## Становништво
По попису становништва из 2002. године, Сарандиново је имало 98 становника.
Претежно становништво у етнички Македонци (100%).
Већинска вероисповест у насељу је православље.